# دودج فايبر
دودج فايبر (بالإنجليزية: Dodge Viper)‏ هي سيارة خارقة تنتجها شركة دودج الأمريكية التابعة لكرايسلر. بدأ إنتاج السيارة الرياضية ذات المقعدين في مصنع نيو ماك في عام 1991، وأنتقل إلى موقعه الحالي في مصنع كونر أفينيو أسمبلي في ديترويت في أكتوبر 1995.